# Dyess US Army Air Field
Dyess US Army Air Field är en flygbas i Marshallöarna.   Den ligger i kommunen Kwajalein, i den nordvästra delen av Marshallöarna, 500 km nordväst om huvudstaden Majuro. Dyess US Army Air Field ligger 4 meter över havet. Den ligger på ön Roi-Namur.
Terrängen runt Dyess US Army Air Field är mycket platt.  Det finns inga samhällen i närheten. 